# Kaczuga birmańska
Kaczuga birmańska (Batagur trivittata) – gatunek słodkowodnego żółwia skrytoszyjnego z rodziny batagurowatych (Geoemydidae).

## Opis
Gatunek zamieszkuje Mjanmę (rzeka Irawadi i Saluin), liczebność szacuje się na ok. 900 osobników w czterech dozorowanych koloniach oraz w hodowli w zoo w Singapurze. Nazywany jest uśmiechniętym żółwiem za sprawą kształtu pyska przypominającego uśmiech.
Samice są koloru bardziej przytłumionego, mają także większe rozmiary (karapaks średnio 58 cm) niż samce (karapaks średnio 46 cm), te zaś są mniejsze i jaśniejsze, a w okresie godowym mają jasne, zielonkawo-niebieskie i żółte ubarwienie.
Gniazduje na piaszczystych brzegach rzek w porze suchej.

## Zasięg
Historycznie zasiedlał dorzecza Irawadi, Czinduinu, Sittaung Myit i Saluinu, gdzie aż do lat 1930. był gatunkiem dość pospolitym. Gwałtowny spadek populacji spowodowany był spożywaniem jaj oraz młodych i dorosłych osobników w lokalnej kuchni, a także odławianiem żywych osobników w celu eksportu do wschodniej Azji.
Ostatnie siedliska były zagrożone przez eksplorację surowców (złota), projekty regulacji rzeki Czinduin w celu budowy hydroelektrowni oraz nielegalne połowy ryb z użyciem zatrutej przynęty lub materiałów wybuchowych.

## Ochrona
Z czasem został uznawany za gatunek wymarły, ale w 2002 r. natrafiono w Mjanmie na skorupę niedawno zabitego osobnika i na żywego osobnika na targu dzikich zwierząt w Chinach i wdrożono program ochrony siedlisk i odtworzenia gatunku w ośrodkach hodowlanych, gdyż populację żyjącą na wolności w górze Czinduinu oszacowano na mniej niż 10 samic i dwa samce. Odkryto wówczas dwa siedliska żółwia, z których jedna uległa z czasem zanikowi. Batagur trivittata uznano wówczas za drugi najbardziej zagrożony wyginięciem gatunek żółwia na świecie.
Dzikie populacje zostały odtworzone w wyniku rozmnażania czterech samic trzymanych w niewoli, których potomstwo sukcesywnie wypuszczano na wolność od 2012 r.